# Barabbas (Roman)
Barabbas ist ein Roman von Pär Lagerkvist aus dem Jahr 1950. Lagerkvist wurde für sein Lebenswerk 1951 mit dem Nobelpreis für Literatur ausgezeichnet.

## Handlung
Im antiken Jerusalem muss der römische Statthalter Pontius Pilatus entscheiden, wen er zum Pascha-Fest begnadigen soll – den von vielen als Messias verehrten Jesus von Nazaret oder den Mörder Barabbas. Er lässt das Volk entscheiden, welches sich für Barabbas ausspricht.
Dieser genießt seine unverhoffte Freiheit zunächst in vollen Zügen. Jedoch verhalten sich seine Bekannten ihm gegenüber sonderbar, da Jesus statt seiner gekreuzigt wurde. Zunächst noch unbeirrt möchte Barabbas beweisen, dass Jesus ein normaler Mensch war. Das Grab Jesu findet er jedoch leer vor und gerät als Zeuge der ersten Stunde in den Fokus der Jünger, wo er sein Erlebtes unter anderem Lazarus schildert.
Seine Geliebte Rahel, eine überzeugte Christin, wird später von den Römern festgenommen und gesteinigt. Der erzürnte Barabbas überfällt die Männer, welche Rahel verhaftet haben, und tötet einen von ihnen. Man verurteilt ihn zur lebensfeindlichen Arbeit in einer Kupfermine. Dort ist Barabbas an den Sträfling Sahek, einen gläubigen armenischen Christen, gekettet. Barabbas hilft Sahek beim Beten, kann sich jedoch selbst nicht zum Glauben bewegen. Durch die Hilfe eines Wärters schaffen es die beiden, von der Grubenarbeit begnadigt zu werden, müssen jedoch in einer Mühle schwere Arbeit verrichten. Dort wird ihr christlicher Glaube von den römischen Machthabern beäugt. Während Sahek für seinen Glauben den Märtyrertod stirbt, rettet Barabbas sich, indem er seinen christlichen Glauben und Sahek verrät.
Im Zuge der weiteren Christenverfolgungen durch Nero kommt es zu Brandstiftungen in Rom, die man den Christen in die Schuhe zu schieben versucht. Als Barabbas dies sieht, beginnt er an den Brandstiftungen teilzunehmen in der Wahnvorstellung, damit den Christen etwas Gutes zu tun. Im Gefängnis mit anderen Christen zieht er weiteren Unmut auf sich, da er sich nicht nur als überzeugter Christ und gleichzeitig Brandstifter ausgegeben hat, sondern die Mitgefangenen außerdem erfahren, dass er Barabbas von Golgotha ist. Letztlich wird er aufgrund seiner scheinbaren christlichen Religionszugehörigkeit gekreuzigt.

## Verfilmungen
Der Roman wurde dreimal verfilmt. Der Film Barabbas – Der Mann im Dunkel (Originaltitel Barabbas) des Regisseurs Alf Sjöberg mit Ulf Palme in der Titelrolle war eine der größten schwedischen Filmproduktionen der Zeit und wurde auf dem Filmfestival von Cannes 1953 uraufgeführt. 1961 erschien ebenfalls unter dem Titel Barabbas eine italienische Adaption von Richard Fleischer, der den Stoff in einem 150 Minuten langen Monumentalfilm präsentiert und besonders die Gladiatorenkämpfe verurteilter Sklaven hervorhebt. Die Rolle des Barabbas spielte Anthony Quinn. 2012 wurde der Zweiteiler Barabbas veröffentlicht, der ebenfalls auf dem Roman basiert.